# حنان قصاب حسن
حنان قصاب حسن (1 يناير 1952 -) هي أستاذة جامعية وكاتبة ومخرجة مسرحية سورية. 

## حياتها ونشأتها
حاصلة على دكتوراه في سميولوجيا المسرح من جامعة باريس الثالثة (السوربون) في فرنسا عام 1982 - وكانت أطروحتها عن الكاتب المسرحي والأديب الفرنسي الراحل جان جينيه. ابنة المحامي والأديب الراحل الأستاذ نجاة قصاب حسن.

## مسيرتها
هي أستاذة مادة سميولوجيا المسرح والفن في جامعة دمشق، ومدرسة محاضرة في المعهد العالي للفنون المسرحية ما بين 1985 و2000. كما أنها تشرف على رسائل الدكتوراه والماستر لطلبة ماستر المسرح والسينما في الجامعة اليسوعية في بيروت. لها دراسات ومقالات وكتب أهمها «المعجم المسرحي، مفاهيم ومصطلحات المسرح وفنون العرض» بالمشاركة مع د. ماري إلياس، بالإضافة إلى عدد من المسرحيات المترجمة من الفرنسية إلى العربية وبالعكس (جينيه، بيكيت، كولتيس، بيكيت، سعدالله ونوس) . ترجمت كتاب الأسطورة والتراجيديا في اليونان القديمة لجان بيير فرنان وبيير فيدال ناكيه، وساهمت بتحرير كتاب العلاقة بين العالم الإسلامي والغرب الصادر في ألمانيا، وكتاب البورتريه في العالم العربي الصادر عن مؤسسة باحثات في بيروت، بالإضافة إلى عدد من الكتب عن سوريا باللغة الفرنسية. تعمل في الإخراج المسرحي والإعداد الدرامي وشغلت منصب عميدة المعهد العالي للفنون المسرحية وتم اختيارها أمين عام احتفالية دمشق عاصمة الثقافة العربية 2008، وكما تولت إدارة الهيئة العامة لدار الأسد للثقافة (أوبرا دمشق) ما بين 2009 و 2011. 

## جوائز
حصلت على وسام السعفة الأكاديمية برتبة فارس ثم برتبة ضابط من فرنسا، وعلى وسام الآداب والفنون برتبة ضابط من فرنسا
عضو في كثير من الجمعيات الثقافية العاملة في حوض البحر المتوسط، كما أنها كانت عضو اللجنة الإستراتيجية للمجلس الثقافي للاتحاد من أجل المتوسط في فرنسا ما بين 2009 و 2011.